# رابرت کوور
رابرت کوور (انگلیسی: Robert Coover؛ ۴ فوریهٔ ۱۹۳۲ – ۵ اکتبر ۲۰۲۴) یک نویسنده و رمان‌نویس اهل ایالات متحده آمریکا بود. آثار وی در گونه فراداستان و افسانه‌گری دسته‌بندی می‌شوند. وی هم‌چنین مدتی استاد دانشگاه براون بود.
وی برنده جوایزی همچون کمک هزینه گوگنهایم شده است.